# Menachem
Menachem (hebrejsky מְנַחֵם) je mužské biblické a rodné jméno hebrejského původu, které znamená „utěšitel“.
V jazyce jidiš se používá ve formě Menachem Mendel, kde Mendel (či Mendele) je deminutivum od Menachema.

## Nositelé jména
- Menachém – král Izraelského království[1]
- Menachem Galilejský – jeden z vůdců povstání proti Římu v letech 66 – 73.
- Menachem Begin – premiér Izraele
- Menachem Mendel Schneersohn – třetí rebe (duchovní vůdce) chasidského hnutí Chabad Lubavič
- Menachem Mendel Schneerson – sedmý rebe chasidského hnutí Chabad Lubavič
- Menachem Mendel z Kocku – chasidský rabín
- Menachem Usiškin – sionistický vůdce
- Menachem Golan – izraelský režisér
- Menachem Ben-Sason – izraelský politik
- Menachem Poruš – izraelský politik
- Menachem Avidom – izraelský skladatel
- Mendele Mocher Sforim – jidiš spisovatel

## Místní názvy
- Menachemija – mošava v Izraeli
- Even Menachem – mošav v Izraeli
- Kfar Menachem – kibuc v Izraeli
- Kirjat Menachem – jeruzalémská čtvrť